# Teberdyński Park Narodowy
Teberdyński Park Narodowy (ros. Национальный парк «Тебердинский», Nacyonalnyj park „Tiebierdinskij”) – park narodowy w republice Karaczajo-Czerkiesja w Rosji. Znajduje się w rejonach karaczajewskim, zielenczukskim i urupskim, a jego obszar wynosi 1126,07 km². Dekretem rządu Federacji Rosyjskiej z dnia 16 sierpnia 2021 roku dotychczasowy zapowiednik – Teberdyński Rezerwat Biosfery otrzymał status parku narodowego. Siedziba administracji znajduje się w miejscowości Teberda.
Od 1997 roku dotychczasowy rezerwat, a obecnie park narodowy, stanowi rezerwat biosfery UNESCO. W 2009 roku został zakwalifikowany przez BirdLife International jako ostoja ptaków IBA.

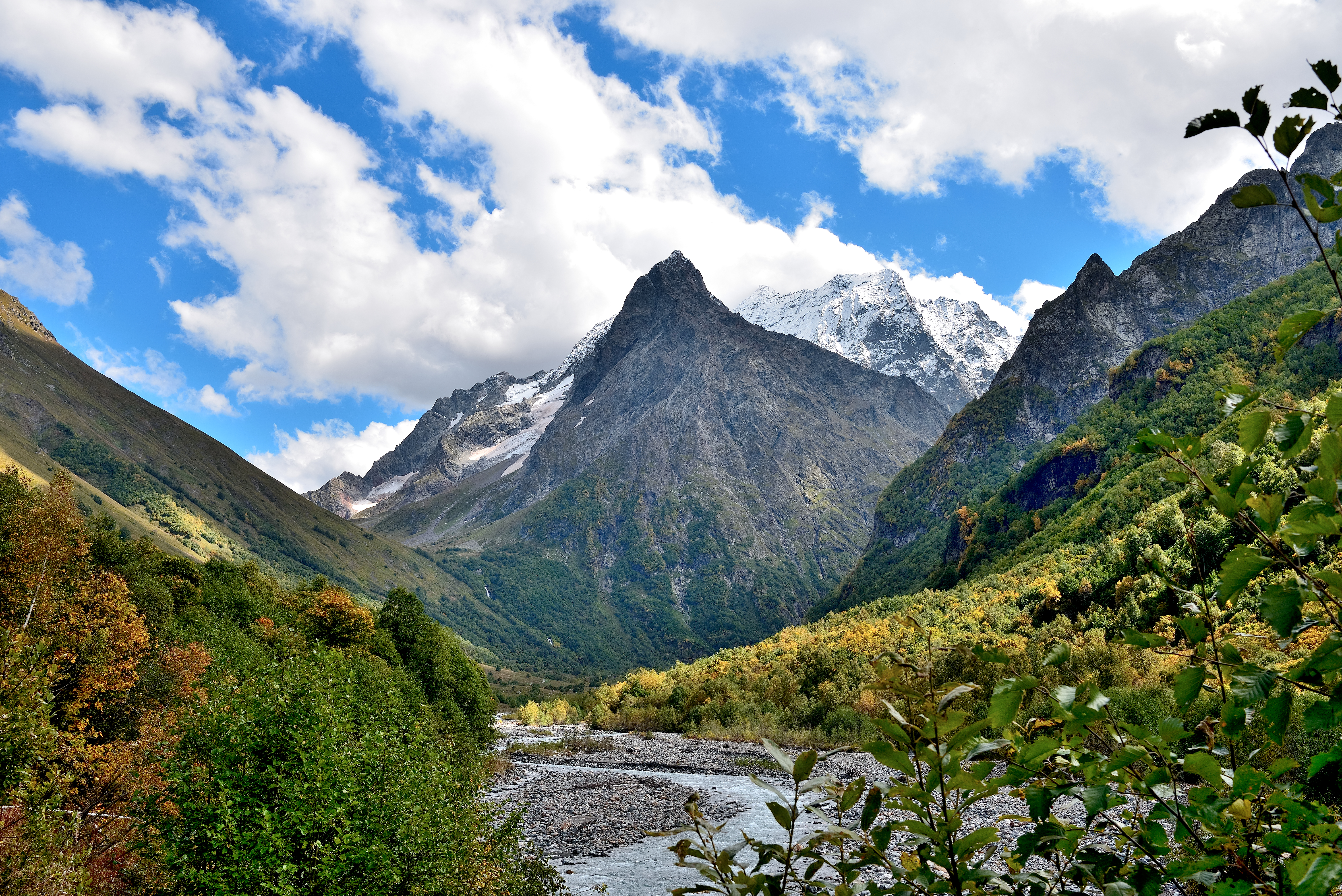
Szczyt Dombaj-Ulgen

## Opis
Park leży na północnych stokach Pasma Głównego Wielkiego Kaukazu, w górnym biegu rzeki Teberda. Północną granicę parku wyznaczają rzeki Dżamagat i Muchu, natomiast południową – główny grzbiet wododziałowy Kaukazu. Tereny parku leżą na wysokościach od 1260 m n.p.m. (dolina Teberdy u ujścia do niej potoku Dżamagat) do 4046 m n.p.m. (szczyt Dombai Ulgeni). 85% powierzchni parku leży na wysokościach przekraczających 2000 m n.p.m. Znajdują się tu również takie szczyty, jak Bu-Ulgen (3917 m), Dżałowczat (3884 m) czy Dżuguturłuczat (3896 m).

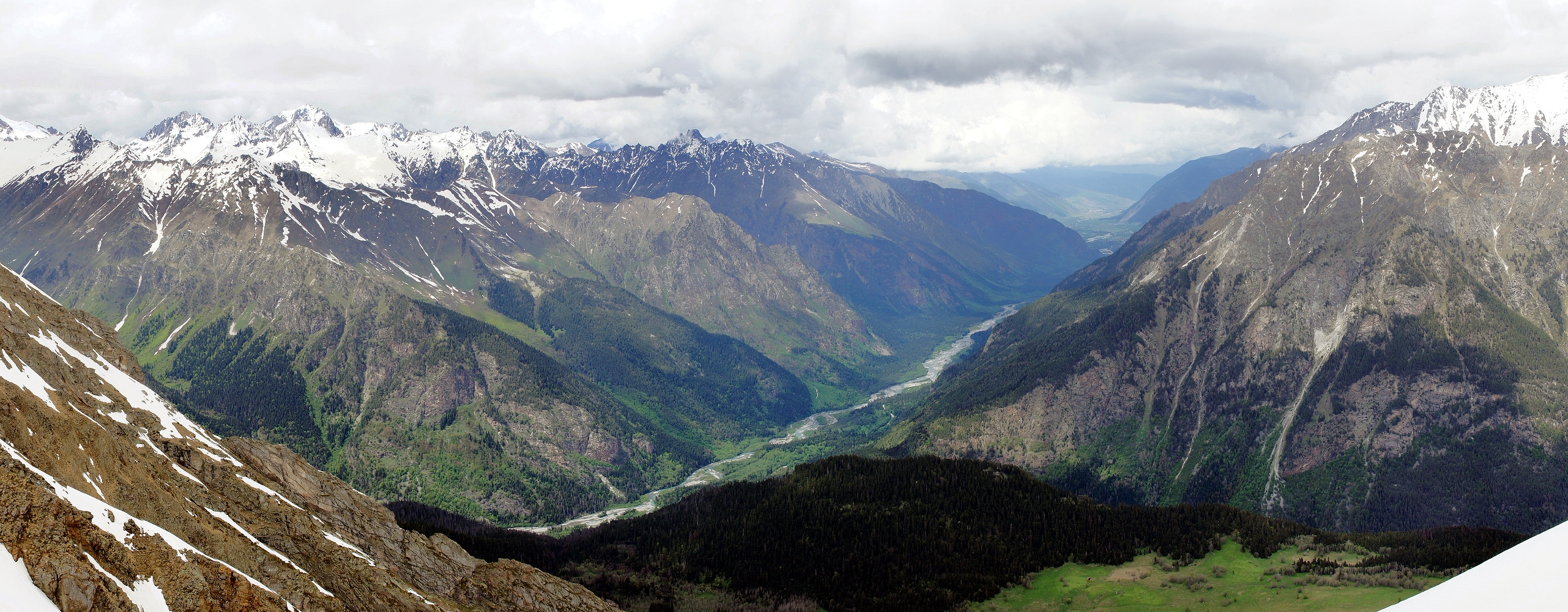
Rzeka Teberda

Park składa się z dwóch części: rejonu teberdyńskiego (66 059 ha) i rejonu archyzskiego (19 270 ha), a także „poligonu biosfery” (ros. биосферный полигон, 27 277 ha), który łączy obydwie wymienione wyżej części między sobą oraz z obszarem Kaukaskiego Rezerwatu Biosfery. 

## Flora i fauna
Roślinność na terenie parku jest ściśle związana z wysokością nad poziomem morza. Niższe piętro (od 1260 do 2400 m n.p.m.) zajmują lasy. Wyżej ustępują one miejsca łąkom subalpejskim. Najwyższe piętro zajmują pozbawione roślinności krajobrazy utworzone przez skały, pola śnieżne i lodowce, których jest 109 o łącznej powierzchni 74,3 km². Przez teren parku przepływa łącznie 30 rzek. Płynąc po stromych zboczach często tworzą potężne wodospady. Znajduje się tu też 157 jezior o łącznej powierzchni 1,6 km². 
Na terenie parku rośnie 1207 gatunków roślin naczyniowych, 470 gatunków mchów i ponad 300 gatunków porostów. Mieszka tu 46 gatunków ssaków, 225 gatunków ptaków, 10 gatunków gadów, 7 gatunków płazów, 3 gatunki ryb i ponad 3000 gatunków owadów. Żyje tu m.in. koziorożec kaukaski (godło parku), żubr europejski, kozica północna, sokół wędrowny, wilk szary, wydra europejska, orłosęp i niedźwiedź brunatny.

## Historia
Pierwszy rezerwat w górnej części doliny Teberdy utworzono decyzją lokalnych władz w styczniu 1935 r. na powierzchni 85 064 ha. 5 marca 1936 r. postanowieniem naczelnych władz RFSRR utworzono na jego bazie teberdyński wysokogórski aklimatyzacyjny państwowy rezerwat ścisły (ros. Тебердинский высокогорный акклиматизационный государственный полный заповедник). Zgodnie z postanowieniem na całym terenie rezerwatu zabroniona została jakakolwiek eksploatacja lasów, myślistwo i rybołówstwo, natomiast dozwolone zostały tradycyjne formy pasterstwa oraz działalność turystyczno-uzdrowiskowa. W związku ze zmianami struktury władz RFSRR wielokrotnie zmieniały się instytucje zarządzające rezerwatem. Kilkakrotnie też zmieniały się granice i powierzchnia rezerwatu. M. in. w 1979 roku z jego terenu wyłączono 112,5 ha, zajmowanych przez dombajski kompleks turystyczny.